# Deutscher Sportclub Arminia Bielefeld 1963-1964
Questa voce raccoglie le informazioni riguardanti il Deutscher Sportclub Arminia Bielefeld nelle competizioni ufficiali della stagione 1963-1964.

## Stagione
Nella stagione 1963-1964 l'Arminia Bielefeld, allenato da Hellmut Meidt, concluse il campionato di Regionalliga ovest all'11º posto.

## Rosa
| N. |                     | Ruolo | Calciatore             |
| -- | ------------------- | ----- | ---------------------- |
|    | Germania (bandiera) | P     | Wolfgang Schlichthaber |
|    | Germania (bandiera) | P     | Andreas Triebel        |
|    | Germania (bandiera) | D     | Dieter Czichos         |
|    | Germania (bandiera) | D     | Theodor Flieger        |
|    | Germania (bandiera) | D     | Horst Gamon            |
|    | Germania (bandiera) | D     | Rudolf Giersch         |
|    | Germania (bandiera) | D     | Erwin Heidinger        |
|    | Germania (bandiera) | D     | Manfred Menzel         |
|    | Germania (bandiera) | D     | Dieter Schulz          |

| N. |                     | Ruolo | Calciatore            |
| -- | ------------------- | ----- | --------------------- |
|    | Germania (bandiera) | C     | Wilfried Biermann     |
|    | Germania (bandiera) | C     | Rolf Donnermann       |
|    | Germania (bandiera) | C     | Harry Garstecki       |
|    | Germania (bandiera) | C     | Horst Möntmann        |
|    | Germania (bandiera) | C     | Werner Ruchel         |
|    | Germania (bandiera) | C     | Heinz-Günter Sibilski |
|    | Germania (bandiera) | A     | Peter Dammann         |
|    | Germania (bandiera) | A     | Bernd Kirchner        |
|    | Germania (bandiera) | A     | Gerd Roggensack       |

## Organigramma societario
Area tecnica
- Allenatore: Karl Engelhardt, Hellmut Meidt
- Allenatore in seconda:
- Preparatore dei portieri:
- Preparatori atletici:
- Analisi video:

## Calciomercato

### Sessione estiva
| Acquisti | Acquisti        | Acquisti             | Acquisti |
| R.       | Nome            | da                   | Modalità |
| -------- | --------------- | -------------------- | -------- |
| C        | Rolf Donnermann | Arminia Bielefeld II |          |
| D        | Theodor Flieger | Sodingen             |          |
| A        | Gerd Roggensack | Borussia Dortmund    |          |

| Cessioni | Cessioni | Cessioni | Cessioni |
| R.       | Nome     | a        | Modalità |
| -------- | -------- | -------- | -------- |

## Risultati

### Regionalliga

#### Girone di andata
| 4 agosto 1963 1ª giornata | Arminia Bielefeld | 6 – 1 | Hamborn 07 |  |

| 11 agosto 1963 2ª giornata | Lüner | 1 – 3 | Arminia Bielefeld |  |

| 18 agosto 1963 3ª giornata | Arminia Bielefeld | 1 – 1 | Herten |  |

| 25 agosto 1963 4ª giornata | TuS Duisburg 1848/99 | 0 – 2 | Arminia Bielefeld |  |

| 1º settembre 1963 5ª giornata | Arminia Bielefeld | 3 – 0 | Rot-Weiss Essen |  |

| 8 settembre 1963 6ª giornata | Duisburger SpV | 4 – 0 | Arminia Bielefeld |  |

| 15 settembre 1963 7ª giornata | Arminia Bielefeld | 2 – 0 | Westfalia Herne |  |

| 22 settembre 1963 8ª giornata | Siegen | 3 – 3 | Arminia Bielefeld |  |

| 29 settembre 1963 9ª giornata | Arminia Bielefeld | 2 – 2 | Bayer Leverkusen |  |

| 6 ottobre 1963 10ª giornata | Bottrop | 0 – 3 | Arminia Bielefeld |  |

| 13 ottobre 1963 11ª giornata | Wuppertal | 1 – 1 | Arminia Bielefeld |  |

| Arbitro: | Ehlert |

|                |           |                            |
| Roggensack 75’ | Marcatori | 22’ Pawellek 70’ Pilkewitz |

| Arbitro: | Niemeyer |

|                                       |           |                          |
| Keller 3’ Schulz 30’ Siemensmeyer 57’ | Marcatori | 20’ Kirchner 60’ Flieger |

| Bielefeld 3 novembre 1963 14ª giornata                                                       | Arminia Bielefeld | 2 – 3 referto                  | STV Horst-Emscher | Bielefelder Alm (16 000 spett.) |
| \| \| \| \| \| Roggensack 61’ Kirchner 71’ \| Marcatori \| 16’ Otta 36’ Schmidt 51’ Göbel \| |                   |                                |                   |                                 |
|                                                                                              |                   |                                |                   |                                 |
| Roggensack 61’ Kirchner 71’                                                                  | Marcatori         | 16’ Otta 36’ Schmidt 51’ Göbel |                   |                                 |

| Arbitro: | Eschweiler |

|                                        |           |                                  |
| Hammacher 10’ Fränkel 14’ Krafczyk 81’ | Marcatori | 12’, 24’, 46’ Giersch 53’ Ruchel |

| Arbitro: | Höfer |

|             |           |               |
| Flieger 46’ | Marcatori | 1’ Martinelli |

| Arbitro: | Dreuw |

|                                              |           |  |
| Mülhausen 7’, 50’ Kohn 11’, 85’ Pöggeler 57’ | Marcatori |  |

| Arbitro: | Brodüffel |

|                |           |  |
| Roggensack 45’ | Marcatori |  |

| Arbitro: | Blömer |

|                                  |           |              |
| Schmidt 3’ Kluge 20’ Witczak 55’ | Marcatori | 28’ Biermann |

#### Girone di ritorno
| Arbitro: | Kasper |

|                            |           |  |
| Roggensack 14’ Flieger 45’ | Marcatori |  |

| Arbitro: | Versien |

|                             |           |  |
| Ignaczak 71’ Schwinning 88’ | Marcatori |  |

| Arbitro: | Siepe |

|            |           |                      |
| Ruchel 21’ | Marcatori | 64’ Vos 65’ Bannasch |

| Arbitro: | Wieser |

|                                       |           |                                 |
| Feigenspan 15’ Wiedemeier 65’ Kik 80’ | Marcatori | 10’ Roggensack 23’, 67’ Flieger |

| Arbitro: | Schmitz |

|                    |           |             |
| Schmiel 21’ (aut.) | Marcatori | 44’ Benning |

| Arbitro: | Burgers |

|                       |           |  |
| Koch 45’ Wandolek 67’ | Marcatori |  |

| Arbitro: | Klösters |

|                                          |           |                    |
| Ruchel 24’, 35’ Dammann 47’ Kirchner 87’ | Marcatori | 4’, 84’ Schumacher |

| Arbitro: | Weyland |

|                             |           |  |
| Giersch 23’ (aut.) Hahn 24’ | Marcatori |  |

| Leverkusen 1º marzo 1964 28ª giornata                                                  | Bayer Leverkusen | 4 – 0 referto | Arminia Bielefeld | Ulrich-Haberland-Stadion (4 000 spett.) |
| \| \| \| \| \| Peters 5’ Görts 15’ Zimmermann 42’ Schulz 59’ (aut.) \| Marcatori \| \| |                  |               |                   |                                         |
|                                                                                        |                  |               |                   |                                         |
| Peters 5’ Görts 15’ Zimmermann 42’ Schulz 59’ (aut.)                                   | Marcatori        |               |                   |                                         |

| Arbitro: | Dettmann |

|                                             |           |                                                 |
| Biermann 35’ Ruchel 40’, 63’ Roggensack 45’ | Marcatori | 29’ Ochmann 72’ Baron 76’ Borgmann 90’ Beckfeld |

| Arbitro: | Buschhorn |

|          |           |             |
| Sell 41’ | Marcatori | 72’ Flieger |

| Arbitro: | Radermacher |

|  |           |                               |
|  | Marcatori | 23’, 48’ Reichert 43’ Arnrich |

| Arbitro: | Kammann |

|  |           |                            |
|  | Marcatori | 73’ Giersch 84’ Roggensack |

| Arbitro: | Versien |

|                |           |  |
| Roggensack 61’ | Marcatori |  |

| Arbitro: | Siepe |

|                           |           |  |
| Straschitz 55’ Straus 81’ | Marcatori |  |

| Arbitro: | Rudloff |

|                                           |           |                        |
| Roggensack 2’, 20’ Kirchner 16’ Gamon 90’ | Marcatori | 28’ Kremer 86’ Schmidt |

| Arbitro: | Kasper |

|                                                                          |           |  |
| Gronen 16’ Breuer 20’ Martinelli 59’, 61’, 74’, 88’ Glenski 69’ Hahn 78’ | Marcatori |  |

| Arbitro: | Bonacker |

|                               |           |                         |
| Möntmann 13’ Flieger 33’, 70’ | Marcatori | 42’ Schommen 69’ Laumen |

| Arbitro: | Schmitz |

|             |           |              |
| Giersch 18’ | Marcatori | 82’ Bergmann |

## Statistiche

### Statistiche di squadra
| Competizione       | Punti | In casa | In casa | In casa | In casa | In casa | In casa | In trasferta | In trasferta | In trasferta | In trasferta | In trasferta | In trasferta | Totale | Totale | Totale | Totale | Totale | Totale | DR |
| Competizione       | Punti | G       | V       | N       | P       | Gf      | Gs      | G            | V            | N            | P            | Gf           | Gs           | G      | V      | N      | P      | Gf     | Gs     | DR |
| ------------------ | ----- | ------- | ------- | ------- | ------- | ------- | ------- | ------------ | ------------ | ------------ | ------------ | ------------ | ------------ | ------ | ------ | ------ | ------ | ------ | ------ | -- |
| Regionalliga ovest | 38    | 19      | 9       | 6       | 4       | 40      | 27      | 19           | 5            | 4            | 10           | 25           | 47           | 38     | 14     | 10     | 14     | 65     | 74     | -9 |
| Totale             | 38    | 19      | 9       | 6       | 4       | 40      | 27      | 19           | 5            | 4            | 10           | 25           | 47           | 38     | 14     | 10     | 14     | 65     | 74     | -9 |

### Andamento in campionato
| Giornata  | 1 | 2 | 3 | 4 | 5 | 6 | 7 | 8 | 9 | 10 | 11 | 12 | 13 | 14 | 15 | 16 | 17 | 18 | 19 | 20 | 21 | 22 | 23 | 24 | 25 | 26 | 27 | 28 | 29 | 30 | 31 | 32 | 33 | 34 | 35 | 36 | 37 | 38 |
| --------- | - | - | - | - | - | - | - | - | - | -- | -- | -- | -- | -- | -- | -- | -- | -- | -- | -- | -- | -- | -- | -- | -- | -- | -- | -- | -- | -- | -- | -- | -- | -- | -- | -- | -- | -- |
| Luogo     | C | T | C | T | C | T | C | T | C | T  | T  | C  | T  | C  | T  | C  | T  | C  | T  | C  | T  | C  | T  | C  | T  | C  | T  | T  | C  | T  | C  | T  | C  | T  | C  | T  | C  | C  |
| Risultato | V | V | N | V | V | P | V | N | N | V  | N  | P  | P  | P  | V  | N  | P  | V  | P  | V  | P  | P  | N  | N  | P  | V  | P  | P  | N  | N  | P  | V  | V  | P  | V  | P  | V  | N  |
| Posizione | 1 | 1 | 2 | 2 | 2 | 3 | 4 | 4 | 4 | 3  | 4  | 4  | 6  | 8  | 7  | 7  | 7  | 7  | 8  | 7  | 8  | 9  | 9  | 9  | 10 | 10 | 10 | 11 | 11 | 11 | 11 | 11 | 9  | 10 | 10 | 12 | 11 | 11 |

Legenda:

Luogo: C = Casa; T = Trasferta. Risultato: V = Vittoria; N = Pareggio; P = Sconfitta.

### Statistiche dei giocatori
| W. Biermann      | 6  | 2  | 0 | 0 |
| D. Czichos       | 10 | 0  | 0 | 0 |
| P. Dammann       | 10 | 1  | 0 | 0 |
| R. Donnermann    | 16 | 0  | 0 | 1 |
| T. Flieger       | 27 | 8  | 0 | 0 |
| H. Gamon         | 19 | 1  | 0 | 0 |
| H. Garstecki     | 0  | 0  | 0 | 0 |
| R. Giersch       | 25 | 5  | 0 | 0 |
| E. Heidinger     | 21 | 0  | 0 | 0 |
| B. Kirchner      | 18 | 4  | 0 | 0 |
| M. Menzel        | 24 | 0  | 0 | 0 |
| H. Möntmann      | 13 | 1  | 0 | 0 |
| G. Roggensack    | 26 | 10 | 0 | 0 |
| W. Ruchel        | 18 | 6  | 0 | 0 |
| W. Schlichthaber | 22 | 0  | 0 | 0 |
| D. Schulz        | 23 | 0  | 0 | 1 |
| H. Sibilski      | 14 | 0  | 0 | 0 |
| A. Triebel       | 5  | 0  | 0 | 0 |